# En el infierno del Chaco
 En el infierno del Chaco  es una película muda argentina documental en blanco y negro dirigida y filmada por Roque Funes sobre su propio guion que se estrenó el 21 de diciembre de 1932.

## Reparto
- Presidente Eusebio Ayala	... 	Él Mismo
- Mariscal José Félix Estigarribia... 	Él Mismo
- Julia Miranda Cueto	... 	Ella Misma

## Producción
Si bien la guerra del Chaco entre Bolivia y Paraguay  originada en la disputa sobre la soberanía de la región del Chaco boreal se desarrolló en forma abierta entre setiembre de 1932 y  junio de 1935, los respectivos ejércitos venían preparándose desde tiempo antes para las hostilidades. El camarógrafo y director de fotografía argentino Roque Funes viajó a la región en julio de 1932 y registró los tres primeros meses del conflicto. De regreso a Buenos Aires, Funes en cuestión de días seleccionó el material registrado, rodó mapas y textos explicativos y compaginó un largometraje documental que fue exhibido. Más adelante y por muchos años se lo consideró perdido, pero una copia original en nitrato fue conservada por la familia Estragó en Paraguay. Por gestión de Hugo Gamarra (presidente de la Cinemateca del Paraguay) y APROCINAIN, esa copia permitió la restauración del film, realizada en Buenos Aires gracias a la colaboración de Cinecolor y Kodak.
Aparecen en el filme Eusebio Ayala, que fuera presidente del Paraguay, el mariscal José Félix Estigarribia, comandante de las tropas paraguayas, y su esposa Julia Miranda Cueto. Estigarribia, que había sido elegido presidente del Paraguay el 15 de agosto de 1939, falleció junto su esposa el 7 de septiembre de 1940 en un accidente aéreo en Loma Grande.

## Comentarios
Sebastián Morales Escoffier opinó:

”… en el film vemos tal vez una faceta desconocida, al menos de lo que se cuenta en nuestra literatura sobre la guerra. Nuestras novelas y nuestros cuentos hablan  sobre la guerra a partir de los cuerpos agotados. El enemigo no es sólo el paraguayo, sino más bien, la sed, el hambre, el calor insoportable para cuerpos que no sabían recibirlo, el cansancio hasta la muerte….

 En la versión de Funes, aun cuando haya cierta descripción del cuerpo agotado, la cámara hace más énfasis, en la disciplina, en los cuerpos bien erguidos capaces de enfrentarse con el más salvaje de los enemigos, en condiciones militares adversas. Sin duda alguna, el film realizado en los primeros meses del conflicto, sin conocer todavía la experiencia del agotamiento y en su afán de ser un documento de propaganda, no puede ser otra cosa que una apología a la victoria, al cuerpo del guerrero, a la valentía de la propia guerra. Los cuerpos mutilados, las enfermerías de campaña, sólo están ahí para mostrar los peligros de la guerra y el heroísmo que significa  ir como voluntarios al campo de batalla. Así pues, el film se convierte en un documento histórico en cuanto nos describe, de cierta manera, el pensamiento que se tenía de la guerra, en sus inicios, cuando todavía se rescataba el patriotismo y la valentía de un conflicto sin sentido.
Del filme se ha dicho que: ”Elemental en lo ideológico, se demoniza al enemigo boliviano como contracara de la heroica gesta paraguaya realizada en inferioridad de condiciones. Pero también es un documento histórico único, por el hecho que registra, como cine (con recursos creativos y un humor improbable para su tema) y como periodismo.
Roque Funes declaró: "Nadie puede darse una cuenta cabal de lo que es aquello. Los combates se suceden dejando un tendal de cuerpos despedazados y un ambiente rarificado por la podredumbre de los cadáveres en rápida descomposición".

## Anuncio publicitario
En el anuncio de exhibición del filme cuya entrada costaba 2 pesos se decía:

”El único film de la guerra Paraguayo-Boliviana, filmada con la autorización del Gobierno del Paraguay. La expresión real de la lucha en el Chaco Boreal, bajo un cielo de fuego, filmada por el “cameraman” argentino Roque Funes, quien con la gentil colaboración del Gobierno del Paraguay, logró tomar las más interesantes notas de la actual guerra. El ataque a Boquerón. La resistencia Boliviana. Volando sobre la línea de fuego. Tropas abriéndose paso entre la selva. Carga a la bayoneta. Artillería en acción. Caída de Boquerón. Heridos y prisioneros en marcha hacia Asunción y mil escenas de la guerra tomadas en los mismos campos del frente. El horror y el heroísmo del hombre frente a la sed, el hambre y la muerte.”